# Chrysotaenia cinerea
Chrysotaenia cinerea là một loài bướm đêm trong họ Geometridae.